# Atlas Maior

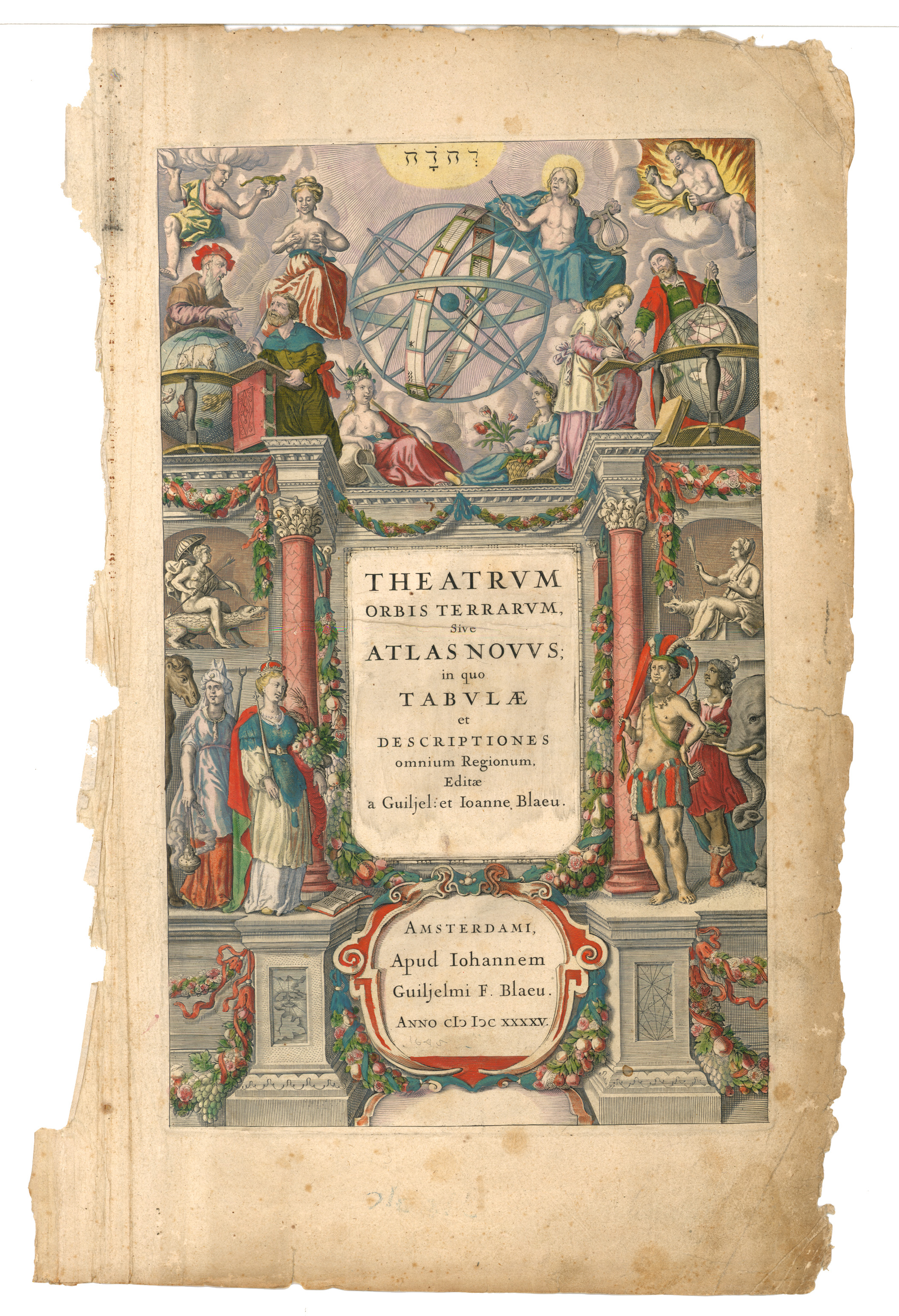
Titulní strana (1645)

Atlas Maior je barokní kartografické dílo, které vzniklo v letech 1662–1665, a bylo publikováno mezi lety 1662 a 1672 amsterdamským vydavatelem Joanem Blaeu, jedním z hlavních nizozemských kartografů. Původní atlas, psaný latinsky, zahrnoval 594 map v jedenácti svazcích, které líčí celý známý svět mladé moderní Evropě. Byla to největší a nejdražší kniha vydaná v sedmnáctém století. Na více než sto let zůstal definitivním atlasem světa a dnes patří mezi nejhodnotnější starožitnosti.

## Historie
Atlas Maior je výsledkem třicetiletého závodu, mezi Joanem Blaeu a Johannesem Janssoniem (nevlastním synem Jodocuse Hondia), o vydání největšího atlasu, který kdy existoval. Boj začal v roce 1630, kdy Willem Janszoon Blaeu, otec Joana Blaeu, publikoval stručný Appendix – dodatek k Mercatorovu atlasu. To bylo prvním porušením monopolu Hondiů, který drželi od vydání Mercatorova-Hondiova atlasu v roce 1606.
Přestože Blaeův Appendix vyústil v rozšíření a obnovení Mercatorova atlasu, jeho tvůrci se nezdál dostatečný. Již o rok později následovalo vydání rozšířeného Appendixu, tentokrát doplněného o vysvětlivky k mapám. V roce 1635 vydali Willem a Joan Blaeu Theatrum Orbis Terrarum sive Novus Atlas – vlastní atlas, čítající více než 200 map ve dvou svazcích. Janssonius a Hondius svůj Atlas Novus vydali až o 3 roky později. Rivalita pokračovala a obě strany přidávaly do svých vydání další mapy a poznatky.
V roce 1660 Janssonius do svého katalogu přidal atlas nebes – Harmonia Macrocosmica, čímž završil kosmografii, atlas, jaký původně zamýšlel Mercator, popisující zemi, moře a nebe. Joan Blaeu, v reakci na úspěchy svého soupeře, také oznámil vydání kosmografie, navíc mnohem ambicióznější než Janssoniovy. Tato kosmografie měla nést název Atlas Maior, sive Cosmographia Blaviana, qua solum, salum, coelum, accuratissime describuntur. Toto dílo Blaeu nikdy nedokončil, vydána byla pouze první část nejnovějších geografických geografických poznatků, kterou známe pod názvem Atlas Maior.

## Obsah atlasu
Počet svazků a obsahu se v různých vydáních mírně liší. Zde je popsán Obsah atlasu ve sbírce Laurense van der Hem.

### I. Svět, severní pól, Norsko a Dánsko
Obsahuje osm map: Mapu severního pólu, šest map právě objevených oblastí a mapu Islandu.

### II. Švédsko, Rusko, Polsko, Jihovýchodní Evropa a Řecko
Mapy Švédska a Finska jsou zde založeny na rukopisných mapách švédského kartografa Anderse Bure. Většina map Ruska byla vytvořena Hesselem Gerritszem na základě map kupce Isaaca Massy.

### III. Germánie
Obsahem jsou mapy Svaté říše římské národa německého a pokrývají tedy území Německa, západního Polska, Rakouska a České republiky.
Pro ilustraci bylo vybráno několik ukázek map:

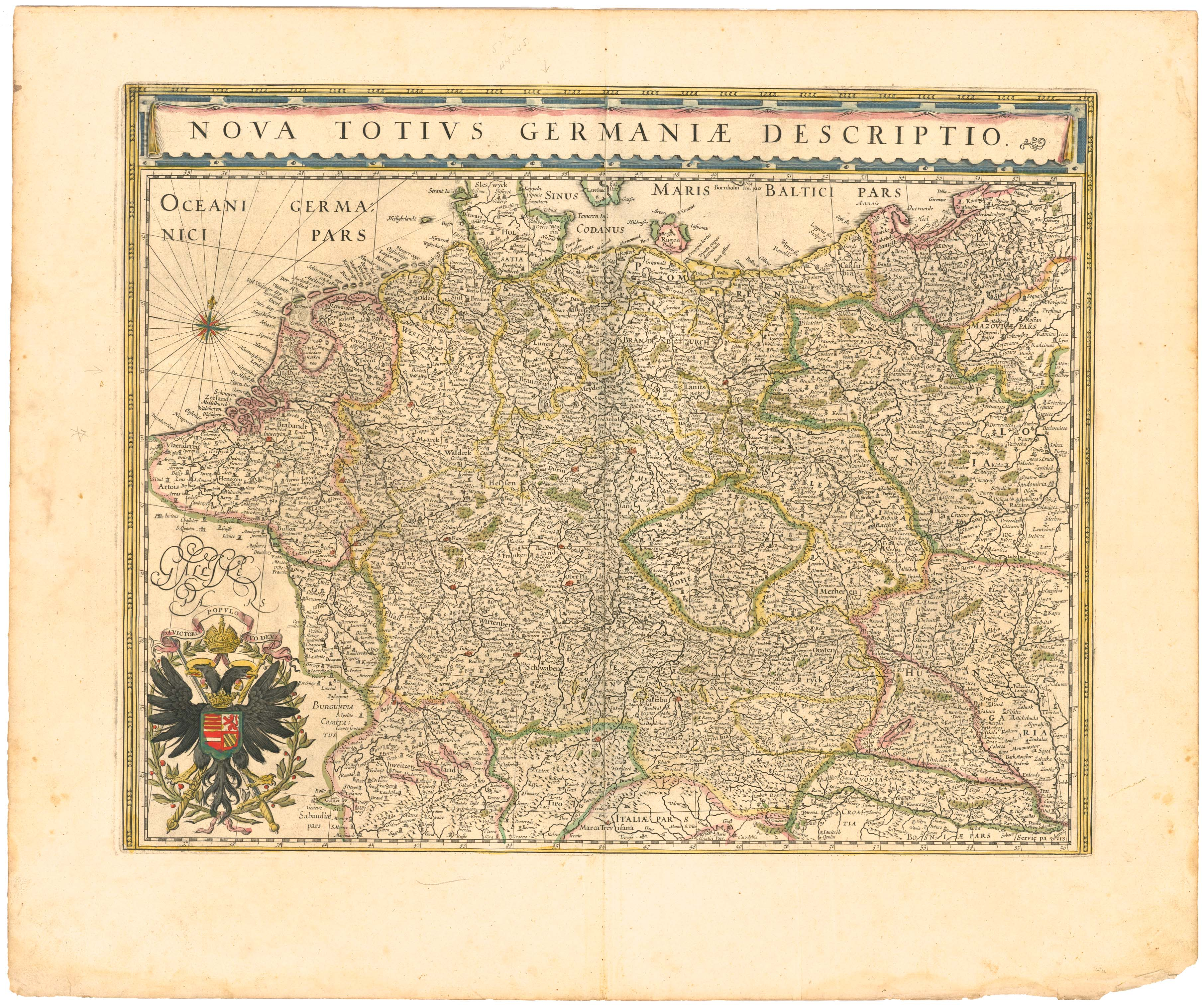
Germánie
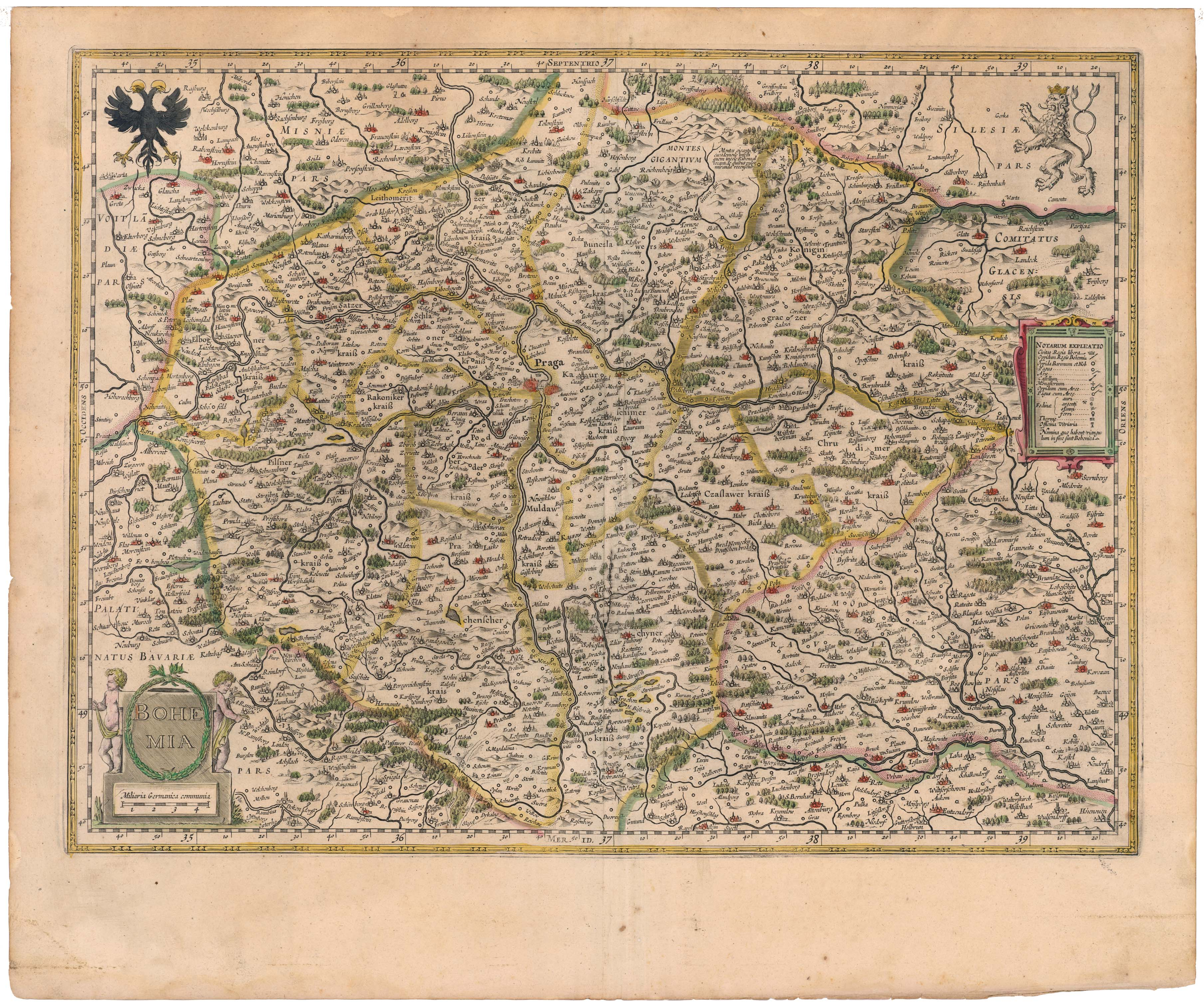
Čechy
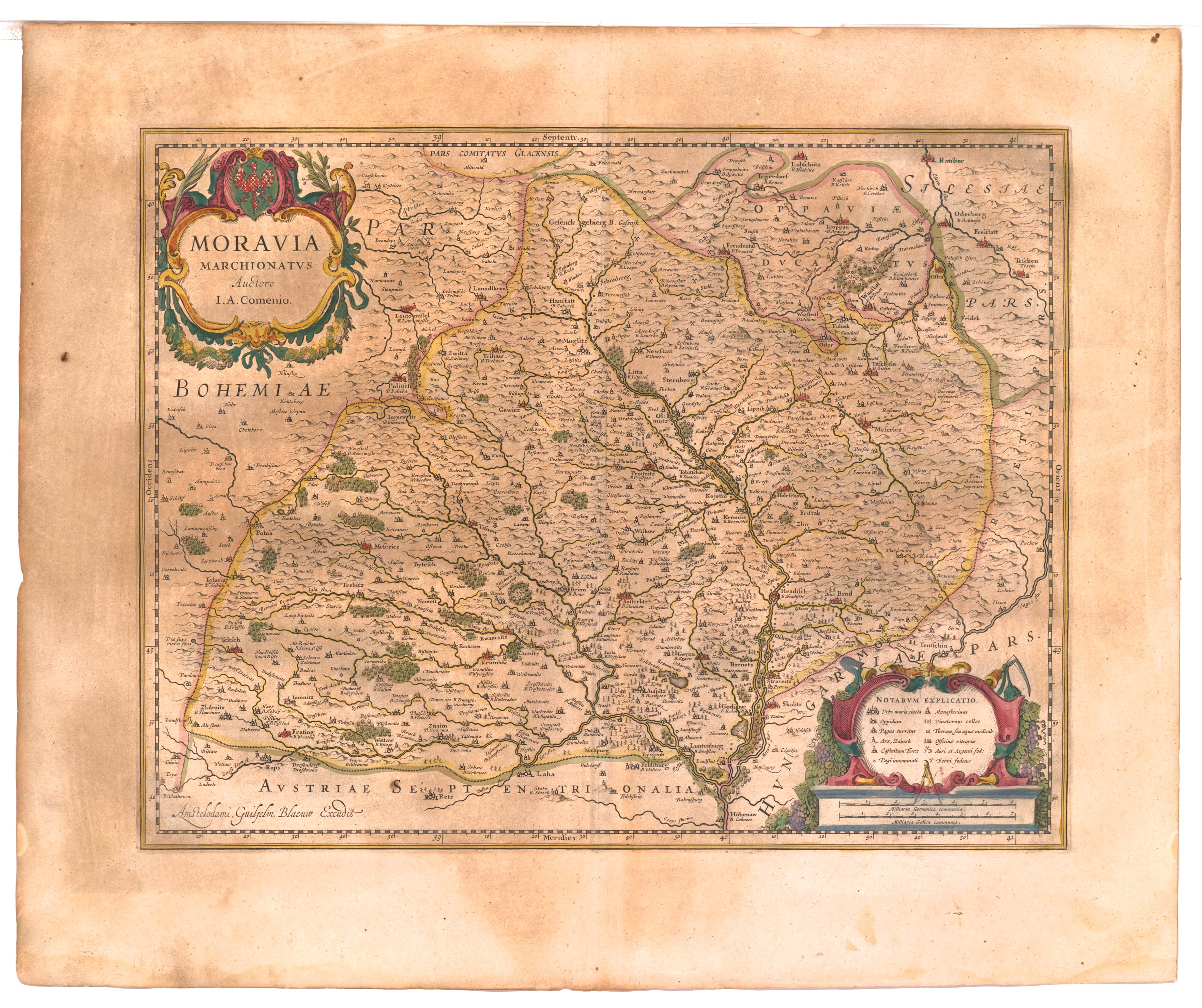
Morava
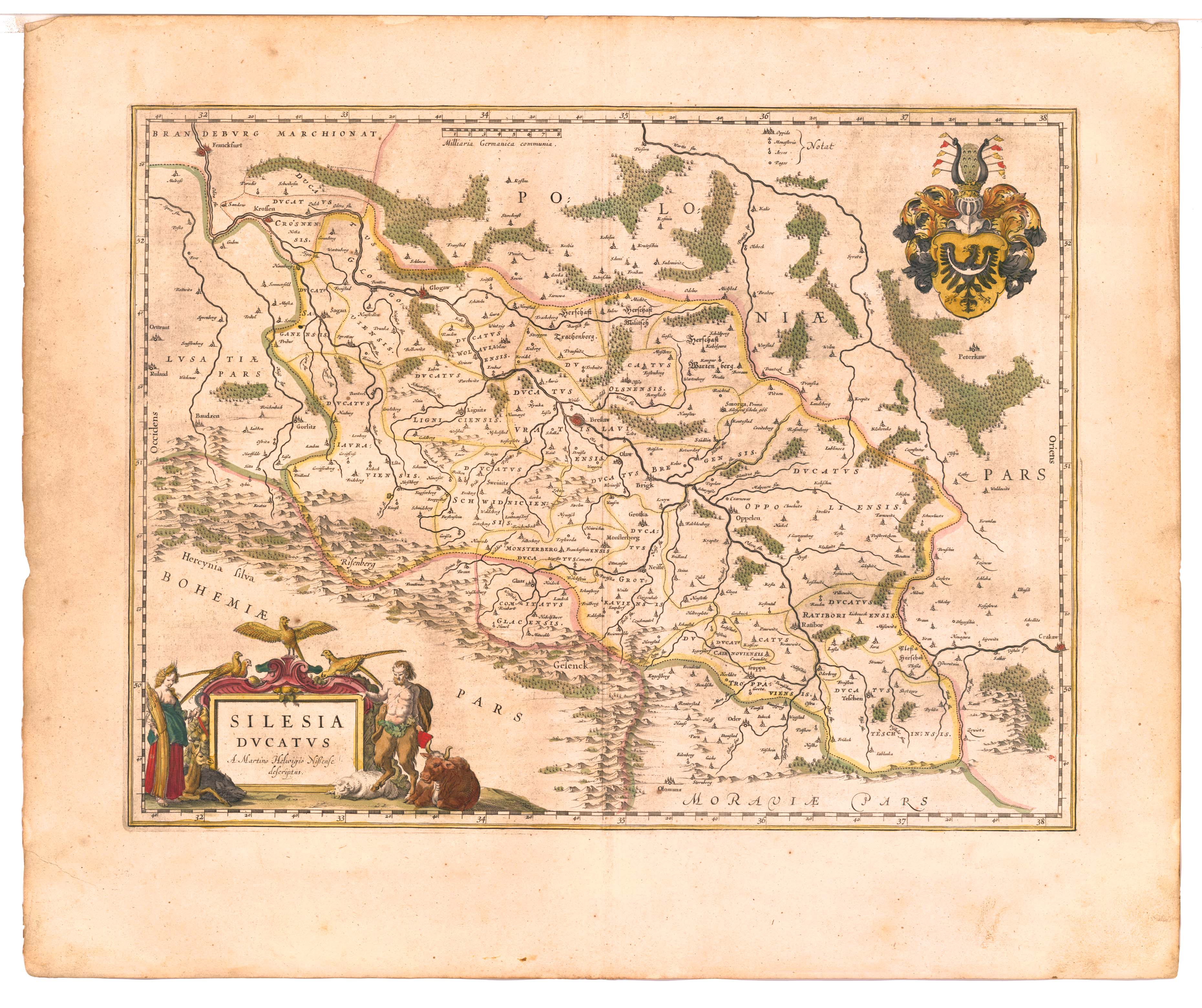
Slezská knížectví
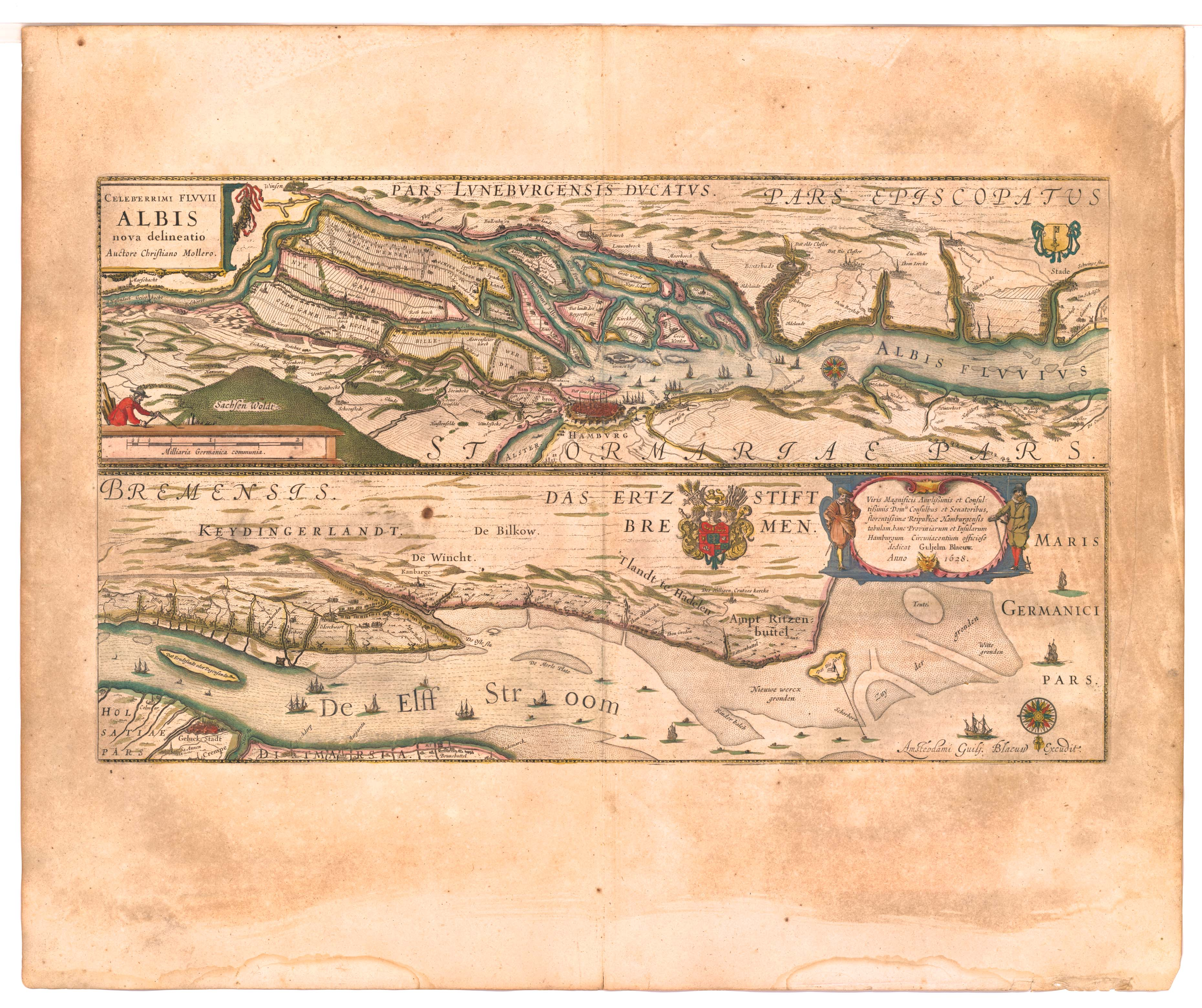
Labe

### IV. Belgie a Nizozemí
Obsahuje 35 map, z nichž 18 bylo již používáno alespoň od roku 1635. Jedinou novou mapou je mapa Roermondu.

### V. Anglie
Tento svazek se skládá z 59 map: Přehledové mapy Britských ostrovů, 57 map zkopírovaných z Theatre of the Empire of Great Britaine anglického kartografa Johna Speeda a mapy zaplavených oblastí ve východní Anglii od Henricuse Hondia.

### VI. Skotsko a Irsko
Většina map Skotska je vytvořena podle zákresů Timothyho Ponta, který v této zemi prováděl rozsáhlá mapování mezi lety 1596 až 1600. Pontovy zákresy byly doplněny o nové informace a připraveny k publikaci Robertem Gordonem.
Přehledová mapa Irska pochází z roku 1634, ale zbylé mapy byly poprvé vydány až v roce 1654.

### VII. Francie a Švýcarsko
Obsahuje 64 map Francie a 6 map Švýcarska.

### VIII. Itálie
60 map, které Blaeu zahrnul do tohoto svazku jsou většinou kopiemi map z díla Italia, publikovaného v Bologni v roce 1620. Toto dílo bylo založeno na 22 let dlouhých pracích Antonia Maginiho, který hledal materiály jak v oficiálních, tak soukromých zdrojích.

### IX. Španělsko, Portugalsko a Afrika
Španělsko a Portugalsko jsou zobrazeny na 21 mapách. 6 z těchto map pochází z nástěnné mapy Aragonu Juana Bautisty z roku 1620.
Afrika je zobrazena na třinácti mapách. Na úvodní straně části knihy o Africe je vyobrazena Afrika jako ženská postava, obklopená africkými zvířaty, budovami a krajinou.

### X. Asie a atlas Číny
Svazek obsahuje šestnáct nových map Číny a Japonska vytvořených Jezuitským misionářem Martinem Martinim. V Číně byl aktivní mezi lety 1643 až 1650 a 1657 až 1661. Martini mapoval přesné astronomické pozice mnoha měst, řek a hor. Tento nový stupeň přesnosti je evidentní i v dekorativní mapě východní Asie. Poloha Tchaj-wanu je přesnější a Korea je již zakreslena jako poloostrov, ne ostrov.

### XI. Amerika
V době publikace byla Amerika Evropanům známa teprve 170 let. Některé mapy z této oblasti byly určeny pouze pro vojenské účely, a proto Blaeu sestavoval tento svazek atlasu většinou ze starých map. 13 z nich bylo více než 30 let starých. Mnoho z nich byly kopie map Hessela Gerritsze z Nieuwe Wereldt of Beschrijvinghe van West-Indien z roku 1625. Mezi novými mapami jsou 4 mapy Brazílie, čerpající z devítiarchové nástěnné mapy Brasilia qua parte paret Belgis Georga Marcgrafa, publikované Johanem Bleau v roce 1647.

## Moderní reprezentace
- Joan Blaeu, Le grand atlas ou Cosmographie blaviane, en laquelle est exactement descritte la terre, la mer et le ciel – Dvanáctidílná Francouzská edice atlasu vydaná Theatrum Orbis Terrarum Ltd. v roce 1968 v Amsterdamu, tři sta let po vydání původního atlasu.

- Edice vydávané firmou Taschen

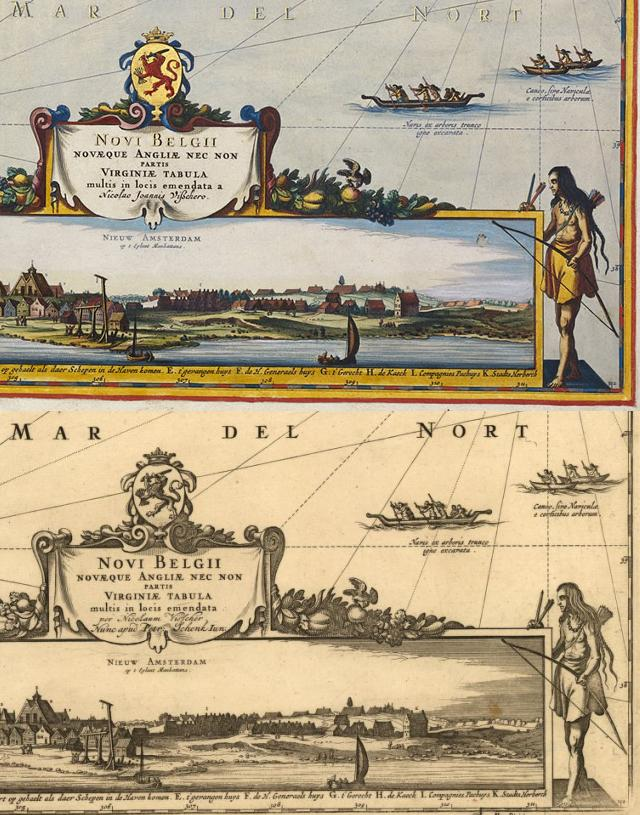
Porovnání dvou verzí mapy v atlasu. Nahoře je verze kolorovaná Dirkem Janszoonem van Santen pro Laurense van der Hem a dole verze bezbarvá.

  - Založené na Atlas Blaeu-Van der Hem Rakouské národní knihovny ve Vídni. Tento atlas patřil nizozemskému právníku, doktoru a příteli Joana Blaeu, Laurensi van der Hem. Pro ušetření peněz bylo možné si původní publikaci atlasu pořídit bez barev. Laurens ovšem zvolil opačnou cestu a nechal Blaeuova nejlepšího dokončovače, Dirka Jansze van Santen, aby je vybarvil. Navíc tento Laurensův atlas obsahuje několik map, které nebyly součástí původní publikace. Celá kolekce obsahuje více než 2400 plně barevných map a obrazů přístavů, pevností a krajin od umělců, jako jsou Andries Beeckmann, Gaspar Bouttats, Jan Peeters I, Bonaventura Peeters the Elder, Jacques Callot a Cornelis Gerritsz Decker.[4] Použité byly také práce cestujících umělců, jako jsou Lambert Doomer, Jan Hackaert, Adriaen Matham, Roelant Savery, Willem Schellinks, and Reinier Nooms. Jihozápadní Francie byla namalována Laurensovým bratrem Hermanem, který zemřel jako bakalář v Bordeaux. Malby Itálie a Sicílie byly nakresleny samotným Laurensem.
  - Peter van der Krogt v tomto vydání jednotlivé části a mapy popisuje a rozebírá historický a kulturní kontext.